# Ildico
Ildico (aussi orthographié Ildiko ou Ildikó) est la dernière épouse du roi Attila. Ce dernier étant mort lors de leurs noces, peu d'informations sur elle sont connues.

## Histoire de son mariage
Ildico est décrite par les historiens de l'époque comme une belle jeune femme, et elle est supposée jeune (moins de vingt ans), d'origine gothique ou gépide.
Attila était polygame, Ildico venait s'ajouter à un total « innombrable » d'épouses, selon Edward Gibbon.
Attila a été trouvé mort dans leur chambre le lendemain du mariage. La possibilité qu'Ildico l'ait tué, par empoisonnement ou par étouffement, a été avancée dès cette époque. Toutefois, l'hypothèse généralement retenue est une apoplexie due à l'excès d'alcool durant la noce.

## Postérité
Ildico a inspiré le personnage de Kriemhild dans la Nibelungenlied.
Ildico apparaît sur le tableau La Mort d'Attila de J. Villeclère, ou celui de Paczka Ferenc (hu).
Dans le téléfilm Attila le Hun, Ildico est jouée par Simmone Mackinnon, mais le rôle est assez peu important pour que l'actrice joue deux personnages.
Ildico est un prénom féminin porté en Hongrie.